# 謝弗 (北達科他州)
謝弗（英語：Schafer）是位於美國北達科他州麥肯齊縣的非建制地區。

## 歷史
謝弗的郵局於1899年設立，其後於1941年停運。

## 地理
謝弗所處的海拔為高於海平面611米（即2005英呎），而該地所採用的時區為UTC-7，即北美山地时区（MST）。同時該地設有夏令時間，為UTC-7調快一小時，即UTC-6（MDT）。